# Гамильтон, Уильям (художник)
Уильям Гамильтон (англ. William Hamilton) (1751—1801) — английский художник и иллюстратор.

## Биография
Уильям Гамильтон родился в старинном районе Лондона, Челси, однако на протяжении многих лет путешествовал и работал в Италии вместе с Антонио Дзукки. Изначально он занимался архитектурными чертежами, затем переключился на сценические портреты и рисунки сцен из театральных постановок. Гамильтон получил известность благодаря картинам, иллюстрирующим пьесы Уильяма Шекспира. Помимо этого Гамильтон рисовал такие события, как казнь Марии Антуанетты, батальные сцены. Он стал ассоциированным членом Королевской Академии в 1784 году, полноправным — в 1789 году.